# بخش‌های پاکستان
چهار استان و دو ناحیه‌ی خودمختار در پاکستان به بخش‌های (به انگلیسی: Divisions of Pakistan) حاکمیتی کوچک‌تر تقسیم می‌شوند، که خود متشکل از ناحیه‌ها و تحصیل‌ها هستند. این ساختار در سال ۲۰۰۰ حذف گردید اما در سال ۲۰۰۸ بازگردانده شد. این تقسیم‌بندی شامل ناحیه پایتختی اسلام‌آباد و مناطق قبیله‌ای فدرال نمی‌شود.

## بخش‌ها
| بخش‌های ایالت بلوچستان  | بخش‌های ایالت بلوچستان | بخش‌های ایالت بلوچستان    |
| بخش‌ها                  | مساحت (km2)           | مرکز                     |
| ---------------------- | --------------------- | ------------------------ |
| بخش کلات (پاکستان)     | ۱۴۰٬۶۱۲               | خضدار، پاکستان           |
| بخش رخشان              | ۸۹٬۰۱۳                | خاران                    |
| بخش مکران              | ۵۲٬۰۶۷                | تربت، پاکستان            |
| بخش نصیرآباد           | ۱۶٬۹۴۶                | دره مراد جمالی           |
| بخش کویته              | ۶۴٬۳۱۰                | کویته                    |
| بخش سبی                | 27,055                | سبی                      |
| بخش ژوب                | ۴۶٬۲۰۰                | لورالائی                 |
| بخش‌های خیبر پختونخوا   |                       |                          |
| بخش‌                    | مساحت (km2)           | مرکز                     |
| بخش بنو                | ۴٬۳۹۱                 | بنو                      |
| بخش دیر اسماعیل خان    | ۹٬۰۰۵                 | دیره اسماعیل‌خان، پاکستان |
| بخش هزاره              | ۱۷٬۱۹۴                | ایبت‌آباد                 |
| بخش کوهات              | ۷٬۰۱۲                 | کوهات                    |
| بخش ملکند              | ۲۹٬۸۷۲                | سیدو شریف                |
| بخش مردان              | ۳٬۰۴۶                 | مردان (پاکستان)          |
| بخش پیشاور             | ۴٬۰۰۱                 | پیشاور                   |
| بخش‌های پنجاب (پاکستان) |                       |                          |
| بخش‌                    | مساحت (km2)           | مرکز                     |
| بخش بهاولپور           | ۴۵٬۵۸۸                | بهاولپور، پاکستان        |
| بخش دیر غازی خان       | ۳۸٬۷۷۸                | دیر غازی‌خان، پاکستان     |
| بخش فیصل‌آباد           | ۱۷٬۹۱۷                | فیصل‌آباد                 |
| بخش گوجرانواله         | ۱۷٬۲۰۶                | گوجرانواله               |
| بخش لاهور              | ۱۱٬۷۲۷                | لاهور                    |
| بخش مولتان             | ۱۷٬۹۳۵                | مولتان                   |
| بخش راولپندی           | ۲۲٬۲۵۵                | راولپندی                 |
| بخش ساهیوال            | ۱۰٬۳۰۲                | ساهیوال، پاکستان         |
| بخش سارگودها           | ۲۶٬۳۶۰                | سرگودها                  |
| بخش شیخوپوره           | ۲۶٬۳۶۰                | شیخوپوره، پاکستان        |
| بخش‌های ایالت سند       |                       |                          |
| بخش                    | مساحت (km2)           | مرکز                     |
| بخش بنبور              | 31,436                | Thatta                   |
| بخش حیدرآباد           | ۳۳٬۵۲۷                | حیدرآباد (پاکستان)       |
| بخش کراچی              | ۳٬۵۲۸                 | کراچی                    |
| بخش سوکور              | ۲۴٬۵۰۵                | لارکانه                  |
| بخش لارکانه            | ۱۵٬۵۴۳                | لارکانه                  |
| بخش میرپور             | ۲۸٬۱۷۱                | میرپور خاص، پاکستان      |
| بخش شهید بی‌نظیرآباد    | ۱۸٬۱۷۵                | نوابشاه، پاکستان         |
| بخش‌های گلگت-بلتستان    |                       |                          |
| بخش‌                    | مساحت (km2)           | مرکز                     |
| بخش گلگت               | -                     | گلگت                     |
| بخش بلتستان            | -                     | Skardu                   |
| بخش‌های کشمیر آزاد      |                       |                          |
| بخش‌                    | مساحت (km2)           | مرکز                     |
| بخش میرپور             | -                     | Mirpur                   |
| بخش مظفرآباد           | -                     | مظفرآباد                 |
| بخش پونچ               | -                     | Rawalakot                |